# 马库斯·霍尔姆
马库斯·霍尔姆（瑞典語：Marcus Holm，1973年12月5日—），瑞典男子残疾人冰球运动员。他曾代表瑞典参加1998年、2002年、2006年、2010年、2014年和2018年冬季残疾人奥林匹克运动会冰球比赛，获得二枚铜牌。